# Mitsuru Nagata
Mitsuru Nagata (jap. 永田充 Nagata Mitsuru; ur. 6 kwietnia 1983 roku w Shizuoka) – japoński piłkarz, reprezentant kraju. Obecnie występuje w Urawa Red Diamonds.

## Statystyki
| Reprezentacja Japonii | Reprezentacja Japonii | Reprezentacja Japonii |
| Rok                   | Mecze                 | Gole                  |
| --------------------- | --------------------- | --------------------- |
| 2010                  | 1                     | 0                     |
| 2011                  | 1                     | 0                     |
| Razem                 | 2                     | 0                     |